# Tanoaria

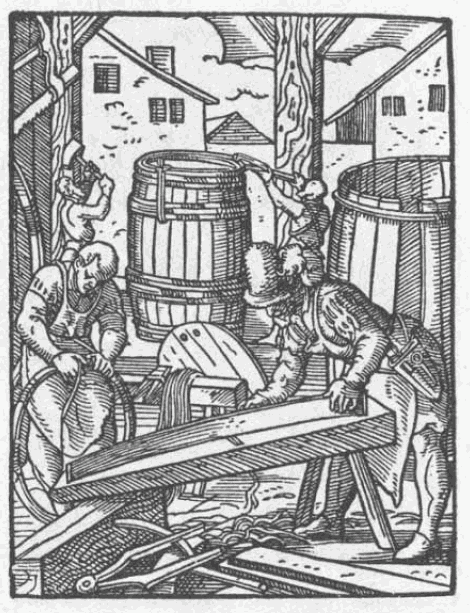
Fabricação de tonéis.
Gravura de Jost Amman. Standebuch, 1568

A tanoaria é uma arte ancestral que consiste no fabrico de vasilhames em madeira para o armazenamento do vinho e mais recentemente aguardente/cachaça. Desenvolvia-se junto das zonas ribeirinhas, intimamente ligadas às regiões de produção vinícola. A palavra é sinônimo de tanoa («ofício da tonoaria»), que por vez vem do termo da língua bretã Tanu, que significa carvalho.

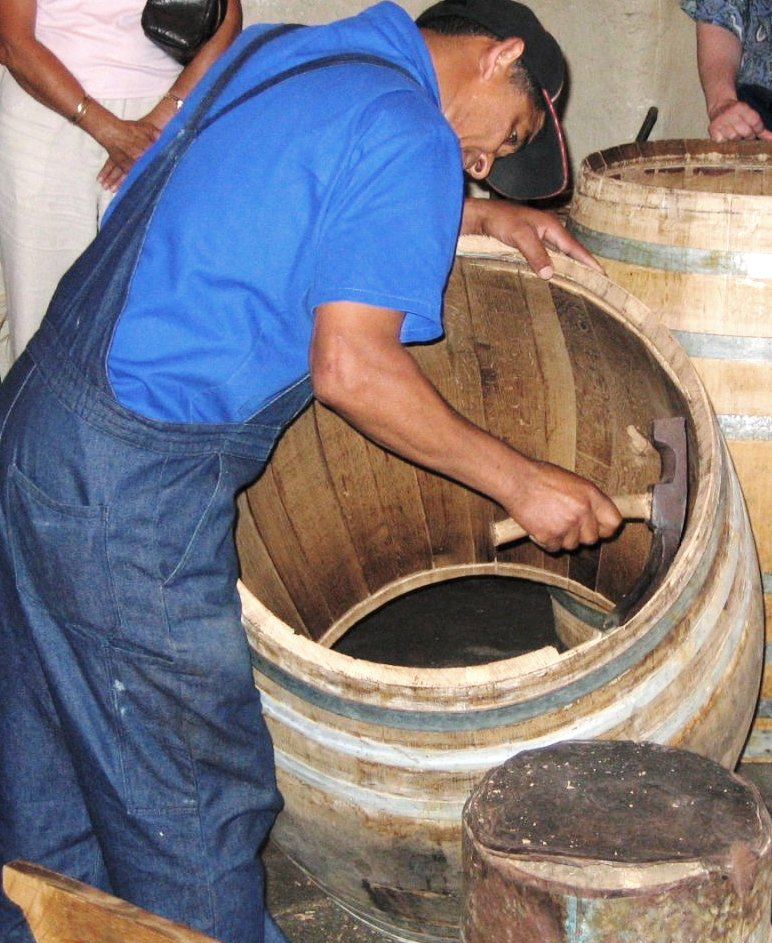
Tanoeiro em seu ofício

## O ofício
O tanoeiro ou toneleiro é um artesão dedicado ao fabrico de barris, pipas ou tonéis para embalar, conservar e transportar mercadorias, principalmente líquidos.
Os barris podem ser feitos de várias espécies de madeira (carvalho, castanho, mogno, acácio ou eucalipto), mas são os de carvalho o de melhor conserva. A madeira ideal para conservar bebidas é a proveniente de carvalhos que tenham aproximadamente 150 anos. Após o abate da árvore, a madeira deve ficar cerca de três anos a secar ao ar livre.
No livro Os segredos do vinho para iniciantes e iniciados há a seguinte citação sobre a origem da tanoaria:
A invenção do barril de madeira foi obra dos gauleses, povo celta que habitava o território da atual França. (...) A madeira adotada por eles foi o carvalho, árvore do gênero Quercus, que em celta signica quer + kuez «árvore nobre». Tinha a seu favor o fato de ser bem dura, resistente, durável, maleável e impermeável, apresentando incontáveis vantagens em relação à frágil ânfora, até então empregada.
Esta actividade artesanal deve-se ao desenvolvimento do comércio e da cultura vinícola, datando à passagem dos Fenícios, Cartagineses e Romanos pela Península Ibérica. Ainda hoje, há ainda tanoeiros que se dedicam ao fabrico de peças, mas em tamanho reduzido e com objectivos decorativos, segundo as formas tradicionais.
No período inicial do século XII, a tanoaria era uma profissão com um número elevado de artífices. Há, portanto, inúmeras referências históricas aos vinhos portugueses, que eram transportados em pipas ou tonéis. Por esta razão, são criadas tanoarias para o fabrico do vasilhame (pipa) para o transporte do vinho, e as unidades comerciais de vinhos tinham quase todas uma tanoaria.